# Carles Santos Ventura

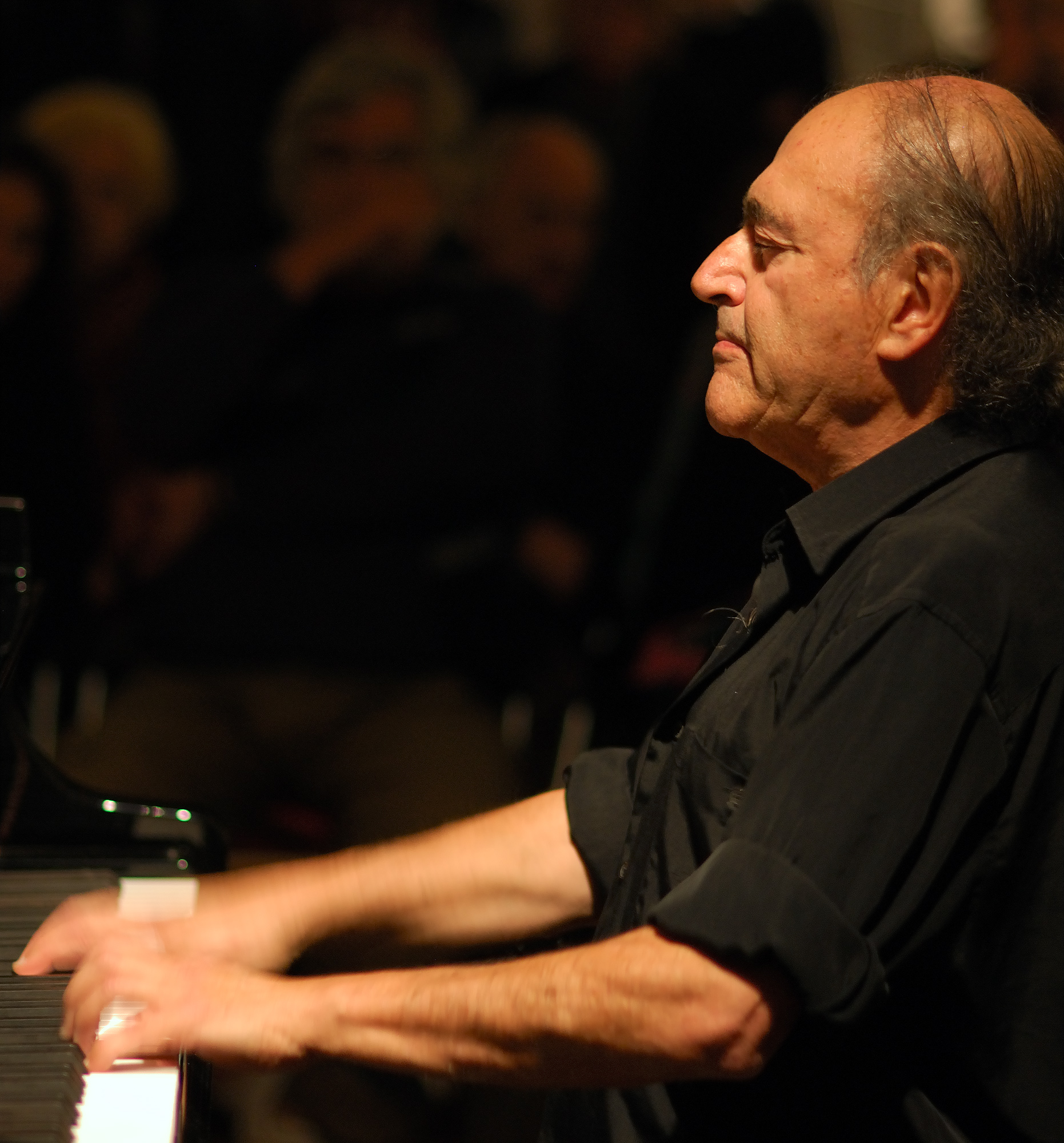
Carles Santos, Berlin 2007

Carles Santos Ventura (* 1. Juli 1940 in Vinaròs in der Region Valencia; † 4. Dezember 2017 ebenda) war ein spanischer Komponist und Künstler.

## Leben
Carles Santos begann seine Ausbildung am renommierten Conservatori Superior de Música del Liceu in Barcelona und setzte seine Studien in Paris fort. 1961 begann er seine Karriere als Pianist. Zu seinem Repertoire gehörten Werke von Bartók, Schönberg und Webern.
Ein Stipendium der March Foundation brachte ihn 1968 in die USA, wo er viele Avantgarde-Künstler wie John Cage traf. Ende der 1960er Jahre begann er sich auch dem Film zuzuwenden. Es folgten eine Reihe von Kurzfilmen, Dokumentationen und Filmen in Spielfilmlänge.

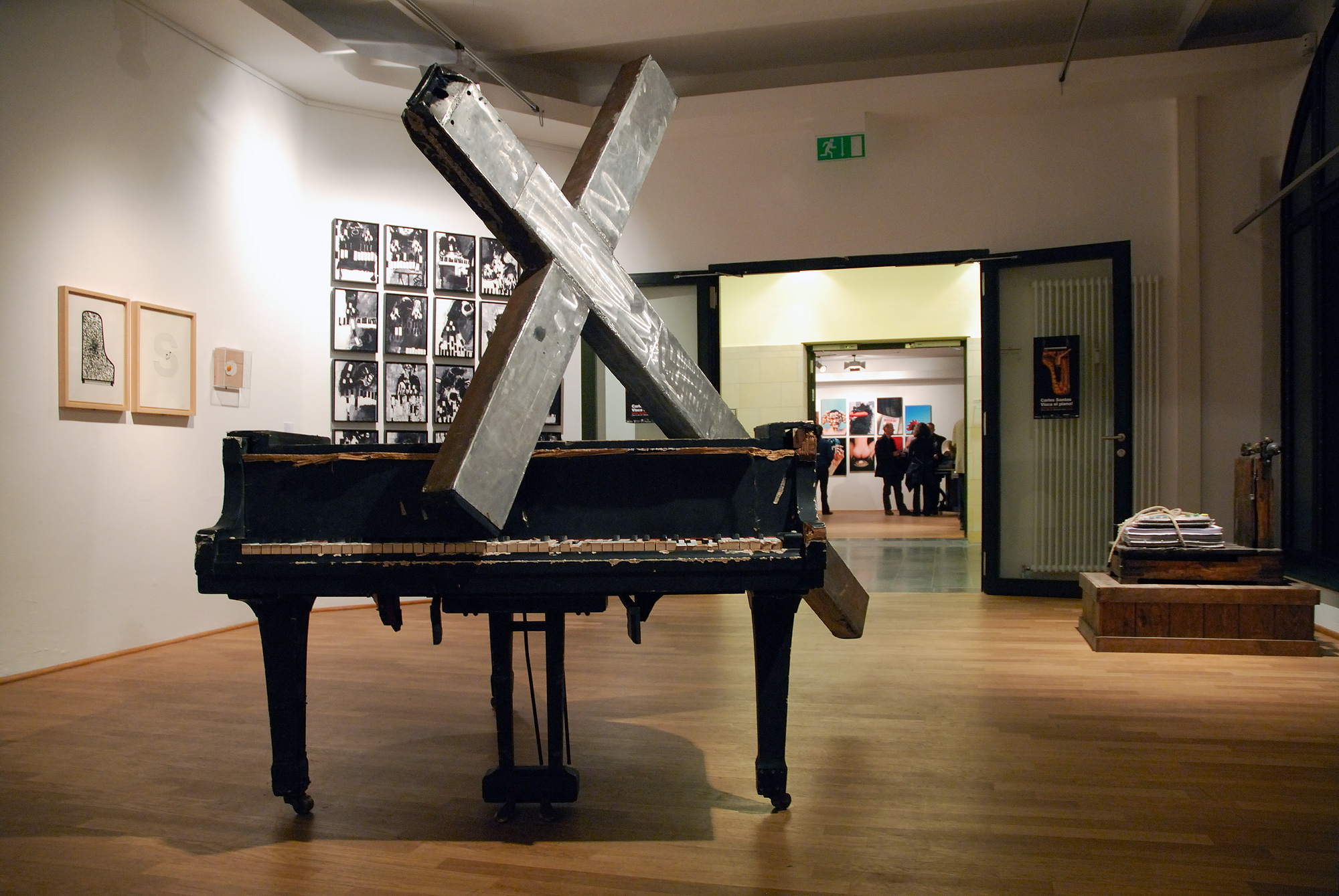
Exhibition I-Cervantes Berlin 'Visca el piano!' 2007

In den 1970er Jahren beschloss er nur noch ausschließlich eigene Kompositionen zu spielen. Er hatte unter anderem Auftritte beim Festival d’Automne in Paris, bei der Wintermusic ’82 in Karlsruhe, bei der Fundaçao Gulbenkian in Lissabon, der Musicalia in Mailand, beim Moers Festival, beim Music Theatre Festival in London, beim Bienal San Juan de Puerto Rico, beim Zürcher Theater Spektakel in Zürich und beim New Music America ’83 in Washington, D. C.
In den 1980er Jahren begann er mit der Konzeption und Umsetzung szenischer und musikalischer Shows, die er u. a. im Sydney Opera House, im Hebbel-Theater Berlin, beim Edinburgh Festival und im Palau de la Música Catalana in Barcelona aufgeführt hat.
Daneben nahm er verschiedene Auftragsarbeiten an. Einem größeren Publikum wurde er so bei den Olympischen Sommerspielen 1992 in Barcelona bekannt. Er komponierte hierfür einen Teil der Musik für die Eröffnungsfeier, die er dirigierte, und die offizielle Olympia-Fanfare. Außerdem komponierte er für die Kunst-Biennale 2001 in Valencia.
Neben seinem musikalischen und filmischen Werk tat er sich auch als bildender Künstler und Schriftsteller hervor.
Er erlag 77-jährig einem Krebsleiden.

## Stil
Santos’ Musik war geprägt von einem dezidierten Minimalismus. Seine musikalische Sprache war ebenso geprägt von der Romantik und traditioneller spanischer Musik wie von atonaler und Zwölftonmusik.

## Auszeichnungen
Auszeichnungen und Preise erhielt er u. a. den Premi Ciutat de Barcelona for International Projection (1996), den Premi Ciutat de Barcelona of Music (1993), den Creu de Sant Jordi-Preis der Generalitat de Catalunya (1999), den Premi Nacional de Composició de la Generalitat de Catalunya (1990), den Premio MAX für den besten Soundtrack (2000), den Premio de la Crítica de Barcelona for Ricardo i Elena für die beste Musikshow, den Premio MAX 2001 für die beste Komposition (Ricardo i Elena), den Premio MAX 2002 für die beste Komposition (La Pantera Imperial), den Premio MAX 2003 für die Komposition Sama Samaruck Suck Suck, den Premio MAX 2005 für die beste Musikshow, die beste Regie und Komposition (El Compositor, la Cantant, el Cuiner i la Pecadora …), Medalla de Oro del Circulo de Bellas Artes (2006).

## Diskografie
- 1977: Piano – Obres de Cowell, Cage, Webern, Stockhausen i Mestres-Quadreny (Edigsa)
- 1981: Voice Tracks
- 1984: Pianotrack (Linterna Música)
- 1986: Perturbación inesperada (Linterna Música)
- 1988: Carles Santos: Piano (Grabaciones Accidentales)
- 1989: Five Voices – Greetje Bijma/Shelley Hirsch/Anna Homler/David Moss/Carles Santos (Intakt Records)
- 1991: Belmonte – Banda Simfònica de la Unió Musical de Llíria - Carles Santos (Virgin España)
- 1992: Música para las Ceremonias Olímpicas Barcelona 92 – Fanfàrria de Cerimònies, Banda Simfònica de la Unió Musical de Llíria, Cor de València, Cor d’Asdrúbila, Orquestra Ciutat de Barcelona – Carles Santos (On The Rocks)
- 1993: Promenade Concert: Música per a una acció original de Xavier Olivé. 20 d’Abril de 1993 (Fundació Joan Miró)
- 1995: Himne del Segon Congrès Català de Cuina (K. Indústria Cultural)
- 1995: La porca i vibràtica teclúria (Institut d’Edicions de la Diputació de Barcelona)
- 1999: Un dit és un dit, CD inclós en el número 9 de la revista „Cave Canis“, Barcelona 1999.
- 2001: L’adéu de Lucrècia Borja (Universitat de València)
- 2002: Sama Samaruck Suck Suck (Ópera-Circ) (K. Indústria Cultural)
- 2006: Amores Cage (Dahiz Producciones)

## Filmografie
Filmmusik
- 1968: Nocturn 29 (zusammen mit: Josep Maria Mestres Quadreny, Regisseur: Pere Portabella)
- 1970: Vampir cuadecuc (Regisseur: Pere Portabella)
- 1975: Informe general (Pere Portabella)
- 1977: L’obscura història de la cosina Montse (Jordi Cadena)
- 1981: Vértigo en Manhattan (Jet Lag) (Gonzalo Herralde)
- 1981: Barcelona Sud (Jordi Cadena)
- 1984: Pa d’àngel (Francesc Bellmunt)
- 1988: És quan dormo que hi veig clar (Jordi Cadena)
- 1989: Pont de Varsòvia (Pere Portabella)
- 1998: El pianista (Mario Gas)

Kompositionen für Kurzfilme
- 1969: Miró l’altre (Regisseur: Pere Portabella)
- 1970: Poetes catalans (Pere Portabella)
- 1971: Semejante a Pedro (Francesc Bellmunt)
- 1971: Calidoscopi (Beni Rossell)
- 1972: Umbracle (Pere Portabella)
- 1972: Cantants 72 (Pere Portabella)
- 1973: Advocats laboralistes (Pere Portabella)
- 1978: El barri del Besós (Carles Durán)
- 1979: Laberint (Agustí Villaronga)
- 1979: La delinqüència (Jaume Codina)
- 1979: Setmana de la sanitat (Jordi Cadena)
- 1979: L’Ajuntament (Georgina Cisquella und Pere Joan Ventura)
- 1979: L’agressió quotidiana (Carles Durán)
- 1981: L’assemblea de Catalunya (Carles Durán)
- 1982: Eleccions a Las Cortes 28-10-82 (Isona Passola)
- 1989: Romàntic (Aurora Corominas)
- 1991: Clara foc (Judith Colell)
- 1992: Art a Catalunya (Pere Portabella)

Regisseur
- 1967: L’àpat.
- 1967: L’espectador. Habitació amb rellotge. La llum. Conversa.
- 1968: La cadira.
- 1969: Preludi de Chopin, Opus 28 nº 7.
- 1970: Play-back (zusammen mit: Pere Portabella)
- 1972: Acció Santos (zusammen mit: Pere Portabella)
- 1974: Preludi de Chopin, Opus 28 nº 18.
- 1977: El pianista i el conservatori
- 1977: 682-3133 Bufalo Minnesota.
- 1978: Peça per a quatre pianos
- 1979: La Re Mi La.

## Szenische Shows
- 1983: Beethoven, si tanco la tapa... què passa?
- 1983: Té fina la fina petxina de Xina?
- 1985: Arganchulla, Arganchulla Gallac
- 1989: Tramuntana Tremens
- 1991: La grenya de Pasqual Picanya
- 1992: Asdrúbila
- 1995: L'esplèndida vergonya del fet mal fet
- 1996: Figasantos-fagotrop: missatge al contestador, soparem a les nou
- 1996: La Pantera Imperial
- 2000: Ricardo i Elena
- 2000: El Barbero de Sevilla